# Марко Уренья
Марко Уренья (ісп. Marco Ureña, нар. 5 березня 1990, Сан-Хосе) — костариканський футболіст, нападник та фланговий півзахисник збірної Коста-Рики та клубу «Лос-Анджелес».

## Клубна кар'єра
У дорослому футболі дебютував 2008 року виступами за команду клубу «Алахуеленсе», в якій провів два сезони, взявши участь у 59 матчах чемпіонату. Більшість часу, проведеного у складі «Алахуеленсе», був основним гравцем команди і допоміг у сезоні 2010/11 виграти чемпіонат країни (Інвьерно).

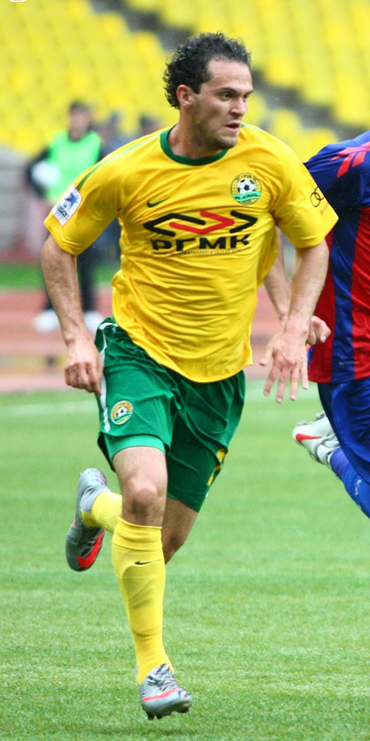
Марко Уренья під час виступів за «Кубань». 7 травня 2012 року.

До складу клубу «Кубань» приєднався 3 березня 2011 року. Дебютував у складі російського клубу 9 квітня 2011 року, вийшовши на заміну Сергію Давидову на 62-й хвилині виїзного матчу 4-го туру Прем'єр-ліги проти московського «Динамо». За 2,5 роки в «Кубані» форвард не забив жодного голу і перестав запрошувати в збірну. Однак у 2014 році отримав місце у складі національної збірної на чемпіонаті світу в Бразилії.
Після «мундіалю» перейшов на правах оренди в данський «Мідтьюлланд», після завершення якої 10 грудня 2014 року костариканець підписав повноцінний контракт з клубом. У першому ж сезоні став з командою чемпіоном Данії.
21 липня 2016 року став гравцем «Брондбю», але провів у команді лише пів року, після чого у січні 2017 року перейшов у американський «Сан-Хосе Ерзквейкс», де провів наступний сезон.
У грудні 2017 року на Драфті розширення MLS був вибраний під третім номером новоствореним клубом «Лос-Анджелес», в якому і продовжив виступи з початку сезону 2018 року.

## Виступи за збірні
2007 року дебютував у складі юнацької збірної Коста-Рики, за яку зіграв 4 матчі і забив один гол в юнацькому чемпіонаті світу в Південній Кореї.
2009 року залучався до складу молодіжної збірної Коста-Рики у складі якої був учасником молодіжного чемпіонату світу 2009 року, на якому разом з командою зайняв четверте місце. Всього на молодіжному рівні зіграв у 7 офіційних матчах, забив 3 голи.
2009 року дебютував в офіційних матчах у складі національної збірної Коста-Рики. У 2011 році став у складі збірної фіналістом Кубка націй Центральної Америки, де взяв участь у тому числі і у вирішальному матчі турніру, в якому забив єдиний гол своєї команди на 73-й хвилині зустрічі. Що, однак, костариканцям не допомогло, оскільки в результаті вони поступилися Гондурасу з рахунком 1:2. Крім того, Маркос з трьома м'ячами став найкращим бомбардиром і володарем «золотого бутсу» турніру (разом з Рафаелем Бургосом з Сальвадору). Примітно, що ці голи стали для Уреньї першими у складі збірної.
У червні 2011 року відправився з командою на розіграш Золотого кубка КОНКАКАФ 2011 року у США, де в першому ж матчі забив 2 голи у ворота збірної Куби. За підсумками тієї зустрічі, за версією видання Goal.com, Уренья був визнаний найкращим гравцем матчу. Потім Марко відзначився голом у третьому, заключному матчі в групі проти збірної Мексики. У підсумку на тому турнірі зіграв у всіх 4-х матчах команди.
У травні 2014 року був включений до заявки збірної для участі у фінальній частині чемпіонату світу 2014 року у Бразилії, де забив гол у матчі з Уругваєм і дійшов з командою до чвертьфіналу змагань.
Згодом у складі збірної був учасником Кубка Америки 2016 року у США і розіграшу Золотого кубка КОНКАКАФ 2017 року у США, а наступного року роки поїхав на другий поспіль для себе чемпіонат світу 2018 року у Росії.
Наразі провів у формі головної команди країни 62 матчі, забивши 15 голів.

## Титули і досягнення
- Чемпіон КОНКАКАФ (U-20): 2009
- Чемпіон Данії (1):

«Мідтьюлланд»:  2014-15